# Zapasy na Letnich Igrzyskach Olimpijskich 1948
Wyniki zawodów zapaśniczych rozegranych podczas Letnich Igrzyskach Olimpijskich w Londynie na Harringay Arena.

## Medaliści

### Styl klasyczny
| Kat. wagowa               |                   |                 |                  |
| ------------------------- | ----------------- | --------------- | ---------------- |
| Waga musza (- 52 kg)      | Pietro Lombardi   | Kenan Olcay     | Reino Kangasmäki |
| Waga kogucia (- 57 kg)    | Kurt Pettersén    | Mahmud Hasan    | Halil Kaya       |
| Waga piórkowa (- 62 kg)   | Mehmet Oktav      | Olle Anderberg  | Ferenc Tóth      |
| Waga lekka (- 67 kg)      | Gustav Freij      | Aage Eriksen    | Károly Ferencz   |
| Waga półśrednia (- 73 kg) | Gösta Andersson   | Miklós Szilvásy | Henrik Hansen    |
| Waga średnia (- 79 kg)    | Axel Grönberg     | Muhlis Tayfur   | Ercole Gallegati |
| Waga półciężka (- 87 kg)  | Karl-Erik Nilsson | Kelpo Gröndahl  | Ibrahim Urabi    |
| Waga ciężka (+ 87 kg)     | Ahmet Kireççi     | Tor Nilsson     | Guido Fantoni    |

### Styl wolny
| Kat. wagowa               |                  |                  |                 |
| ------------------------- | ---------------- | ---------------- | --------------- |
| Waga musza (- 52 kg)      | Lennart Viitala  | Halit Balamir    | Thure Johansson |
| Waga kogucia (- 57 kg)    | Nasuh Akar       | Gerald Leeman    | Charles Kouyos  |
| Waga piórkowa (- 62 kg)   | Gazanfer Bilge   | Ivar Sjölin      | Adolf Müller    |
| Waga lekka (- 67 kg)      | Celal Atik       | Gösta Frändfors  | Hermann Baumann |
| Waga półśrednia (- 73 kg) | Yaşar Doğu       | Dick Garrard     | Leland Merrill  |
| Waga średnia (- 79 kg)    | Glen Brand       | Adil Candemir    | Erik Lindén     |
| Waga półciężka (- 87 kg)  | Henry Wittenberg | Fritz Stöckli    | Bengt Fahlkvist |
| Waga ciężka (+ 87 kg)     | Gyula Bóbis      | Bertil Antonsson | Jim Armstrong   |

## Tabela medalowa
| Poz. | Państwo           |   |   |   | Łącznie |
| ---- | ----------------- | - | - | - | ------- |
| 1    | Turcja            | 6 | 4 | 1 | 11      |
| 2    | Szwecja           | 5 | 5 | 3 | 13      |
| 3    | Stany Zjednoczone | 2 | 1 | 1 | 4       |
| 4    | Węgry             | 1 | 1 | 2 | 4       |
| 5    | Finlandia         | 1 | 1 | 1 | 3       |
| 6    | Włochy            | 1 | 0 | 2 | 3       |
| 7    | Szwajcaria        | 0 | 1 | 2 | 3       |
| 8    | Królestwo Egiptu  | 0 | 1 | 1 | 2       |
| 8    | Australia         | 0 | 1 | 1 | 2       |
| 10   | Norwegia          | 0 | 1 | 0 | 1       |
| 11   | Dania             | 0 | 0 | 1 | 1       |
| 11   | Francja           | 0 | 0 | 1 | 1       |